# Esox masquinongy
Esox masquinongy, conosciuto comunemente come Muskellunge o Muskie, è un grande pesce predatore d'acqua dolce, simile al luccio europeo appartenente alla famiglia Esocidae.

## Distribuzione e habitat
Questo pesce è molto diffuso nel continente Nordamericano: bacino fluviale del Mississippi, del San Lorenzo e nei Grandi Laghi (fino agli estuari nella baia di Hudson). È stato introdotto nei decenni passati in numerosi corsi d'acqua americani. 

Abita le acque calme e limpide e ricche di vegetazione di laghi, stagni e fiumi.

## Descrizione
Il corpo è molto allungato, siluriforme, con testa e mandibola inferiore sporgente. Le pinne pettorali sono vicine al ventre, mentre la pinna dorsale e quella anale sono opposte e simmetriche. La caudale è forcuta. La livrea è tendente al bruno-verde, più chiaro sui fianchi e biancastro sul ventre. Numerose screziature verticali dall'opercolo branchiale al peduncolo caudale interrompono il colore uniforme. Le pinne sono macchiate di scuro. Può raggiungere i 31,8 kg di peso circa e la lunghezza di circa 1.8 metri.

## Riproduzione
La riproduzione avviene tra marzo e maggio: le uova fecondate esternamente dal maschio sono deposte quindi nella sabbia dalla femmina.

## Alimentazione
Il Muskellunge è un grande predatore, che si apposta negli anfratti rocciosi o nella vegetazione in attesa di afferrare con le forti mascelle pesci, uccelli acquatici, serpenti e roditori. Predilige prede malate o deboli funzionando da equilibratore nell'habitat, inoltre impedisce il prolificare eccessivo di pesci ciprinidi.

## Pesca

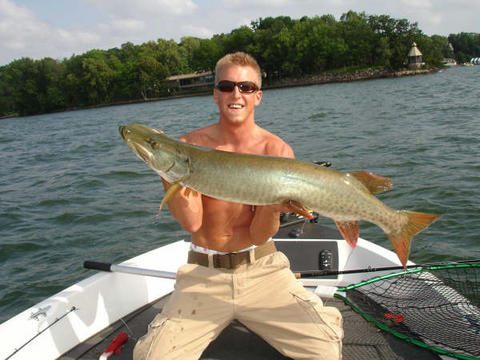
Una pesca fortunata

Nonostante sia stato dichiarato specie protetta in Ohio e Tennessee, il Muskellunge è oggetto di pesca sportiva e commerciale nel resto del continente.

## Acquariofilia
Questa specie è inoltre ospitata in numerosi acquari pubblici.